# Большая медаль Академии наук Латвии

Большая медаль Латвийской академии наук

Большая медаль Академии наук Латвии (латыш. Latvijas Zinātņu akadēmijas Lielā medaļa) — высшая награда Академии наук Латвии, присуждаемая латвийским и зарубежным учёным за выдающиеся творческие достижения. Кандидатов на награду могут рекомендовать настоящие, почётные и зарубежные члены АН Латвии и отделы АН Латвии. Решение о награждении принимает Сенат АН Латвии.
На аверсе медали изображён герб Академии наук Латвии и надпись Academia Scientiarum Latviensis, а на реверсе выгравированы имя и фамилия награждённого, а также дата награждения. Сама медаль отлита из бронзы по проекту художника Яниса Струпулиса.
Большую медаль АН Латвии вручают с 1993 года. Каждый год Большую медаль присуждается выдающимся учёным, в том числе зарубежным, которые внесли значительный вклад в развитие Латвии. С 2013 года премию поддерживает Фонд Бориса и Инары Тетеревых, который выделяет каждому лауреату премию в размере 10 000 евро (после уплаты налогов).